# Paolo Ferrero
Paolo Ferrero (Pomaretto, 17 novembre 1960) è un politico italiano, Ministro della solidarietà sociale del Governo Prodi II dal 17 maggio 2006 all'8 maggio 2008. È stato segretario di Rifondazione Comunista dal 27 luglio 2008 al 2 aprile 2017.

## Biografia
Nato a Pomaretto (Torino), da una modesta famiglia di religione valdese. Trascorre i suoi primi anni di vita a Chiotti, una contrada di non più di 100 abitanti sita nella Val Germanasca, dove frequenta le scuole elementari, trasferendosi poi con la famiglia presso Villar Perosa, nel Torinese, sede della residenza estiva della famiglia Agnelli.
La sua passione per la politica si fonde con l'impegno nella chiesa valdese: ha fatto parte della Federazione Giovanile Evangelica Italiana (FGEI), di cui è stato segretario nazionale dal 1985 al 1986; «Ci sono molte superfici di contatto con la politica», dice, «questi sono i due luoghi in cui mi sono formato e ho iniziato a fare attività di base».

## Attività politica

### Gli esordi
A 17 anni si iscrive a Democrazia Proletaria (DP), partito politico della Nuova Sinistra Unita, nei cui organismi dirigenti entrerà negli anni successivi. Dopo essersi diplomato all'istituto tecnico industriale inizia a lavorare come operaio, nel 1979, allo stabilimento FIAT - MVP di Villar Perosa, dove costituisce il Collettivo Operaio d'Informazione che produce volantini e bollettini ciclostilati. Obiettore di coscienza, svolge il proprio servizio civile presso il centro ecumenico Agape a Prali dal maggio 1980 al novembre 1981.
Nel gennaio 1982 viene messo in cassa integrazione a zero ore col gruppo del collettivo. In seguito andranno in CIG tutti i colleghi della fabbrica che viene chiusa. Entra a far parte del Coordinamento dei cassaintegrati FIAT, fa attività di lavoro di base rivolto ai lavoratori delle aziende della Val Chisone ed è tra i fondatori di una cooperativa agricola, chiamata Coop Agrovalli, attualmente ancora attiva, che riunisce cassaintegrati e disoccupati del pinerolese.
Nel 1987 comincia a far politica a tempo pieno in Democrazia Proletaria con l'incarico di responsabile lavoro provinciale e di responsabile nazionale della FIAT.
Viene candidato alle elezioni regionali in Piemonte del 1990 da DP come consigliere, dove ottiene 264 preferenze senza essere eletto.

### Partito della Rifondazione Comunista
Dopo lo scioglimento di DP nel Partito della Rifondazione Comunista (PRC), Ferrero ne diviene capogruppo consiliare a Torino. Nel Congresso del 1994 presenta una mozione di sinistra che considera un errore l'alleanza dei progressisti. Questa mozione, firmata anche da Giovanni Russo Spena, l'ex Segretario di DP, Livio Maitan e Giovanni Bacciardi darà vita ad una minoranza interna al partito che nel III Congresso del 1996 andrà a sostenere la mozione del segretario, Fausto Bertinotti. Dal 1995 al 2006 fa parte della Segreteria nazionale di Rifondazione; è stato responsabile del Dipartimento associazionismo e movimenti e successivamente dell'Area lavoro, economia e diritti sociali.
Alle elezioni politiche 2001 Ferrero viene candidato per il Senato nel collegio di Pinerolo, ma non viene eletto.

### Ministro della solidarietà sociale
Alle politiche del 2006 viene eletto per la prima volta deputato del PRC, nella circoscrizione Piemonte II. Il 17 maggio 2006, con la formazione del secondo governo Prodi, viene nominato Ministro della solidarietà sociale, con delega in materia di politiche sociali, politiche delle migrazioni, contrasto alle tossicodipendenze e Servizio civile nazionale e quindi nel giugno 2006 lascia la carica di deputato, venendo sostituito da Anna Maria Cardano.
Durante la permanenza al ministero di Paolo Ferrero si assiste ad un aumento delle risorse per il Servizio Civile Nazionale al vertice del quale viene nominato Diego Cipriani, a lungo presidente della Conferenza Nazionale Enti Servizio Civile. Tra i principali Disegni di Legge da lui presentati vi è quello sulla modifica della Legge Bossi-Fini sull'immigrazione scritto insieme al ministro degli Interni Giuliano Amato e la legge sugli "Interventi per ridurre il disagio abitativo a particolari categorie sociali" (legge 9/2007).
In tema di tossicodipendenze sua è la proposta nel giugno del 2006 di istituire anche in Italia le cosiddette "shooting room" (già attivate in Germania) nell'ambito della politica di "riduzione del danno": la proposta suscita polemiche talmente accese anche nella maggioranza che viene subito abbandonata.
Come Ministro Ferrero nomina Susanna Ronconi, ex-terrorista delle Brigate Rosse, componente della Consulta Nazionale delle tossicodipendenze. Il 2 marzo 2007 si apprende che il ministro è indagato. Il reato ipotizzato dalla Procura di Roma, secondo quanto scrive il Corriere della Sera, sarebbe quello di abuso d'ufficio. Il 18 febbraio 2008 si dichiara nettamente contrario all'autoproclamazione d'indipendenza del Kosovo: è l'unico ministro del governo a prendere questa posizione.

### Caduta del governo Prodi, elezioni politiche 2008 e elezione a segretario
Nel 2008, in occasione delle elezioni politiche, Ferrero è candidato alla Camera per La Sinistra l'Arcobaleno ma non è rieletto, a causa del mancato raggiungimento della soglia di sbarramento. Per il Congresso del partito previsto per luglio 2008 è tra i co-firmatari della mozione numero 1 "Rifondazione Comunista in movimento Rilanciare il Partito, costruire l'unità a sinistra" assieme al leader dell'area Essere comunisti, Claudio Grassi.
Il 27 luglio 2008, l'ultimo giorno del VII congresso di Rifondazione Comunista, registra l'impossibilità di mediazione tra i membri della prima e della seconda mozione, questi ultimi abbandonano i lavori della Commissione Politica presentando al voto dei delegati un documento alternativo redatto da Gennaro Migliore. Il documento della Commissione Politica (pro-Ferrero e appoggiato oltre che dalla mozione 1 anche dalla mozione 3, 4 e 5) viene approvato con il 53% dei consensi contro il documento Migliore che raccoglie il 47%. Ferrero verrà eletto subito dopo segretario dal Comitato Politico Nazionale con 142 sì, 134 no e 4 schede bianche. È il primo segretario del PRC non proveniente dal Partito Comunista Italiano.

### Segretario di Rifondazione Comunista

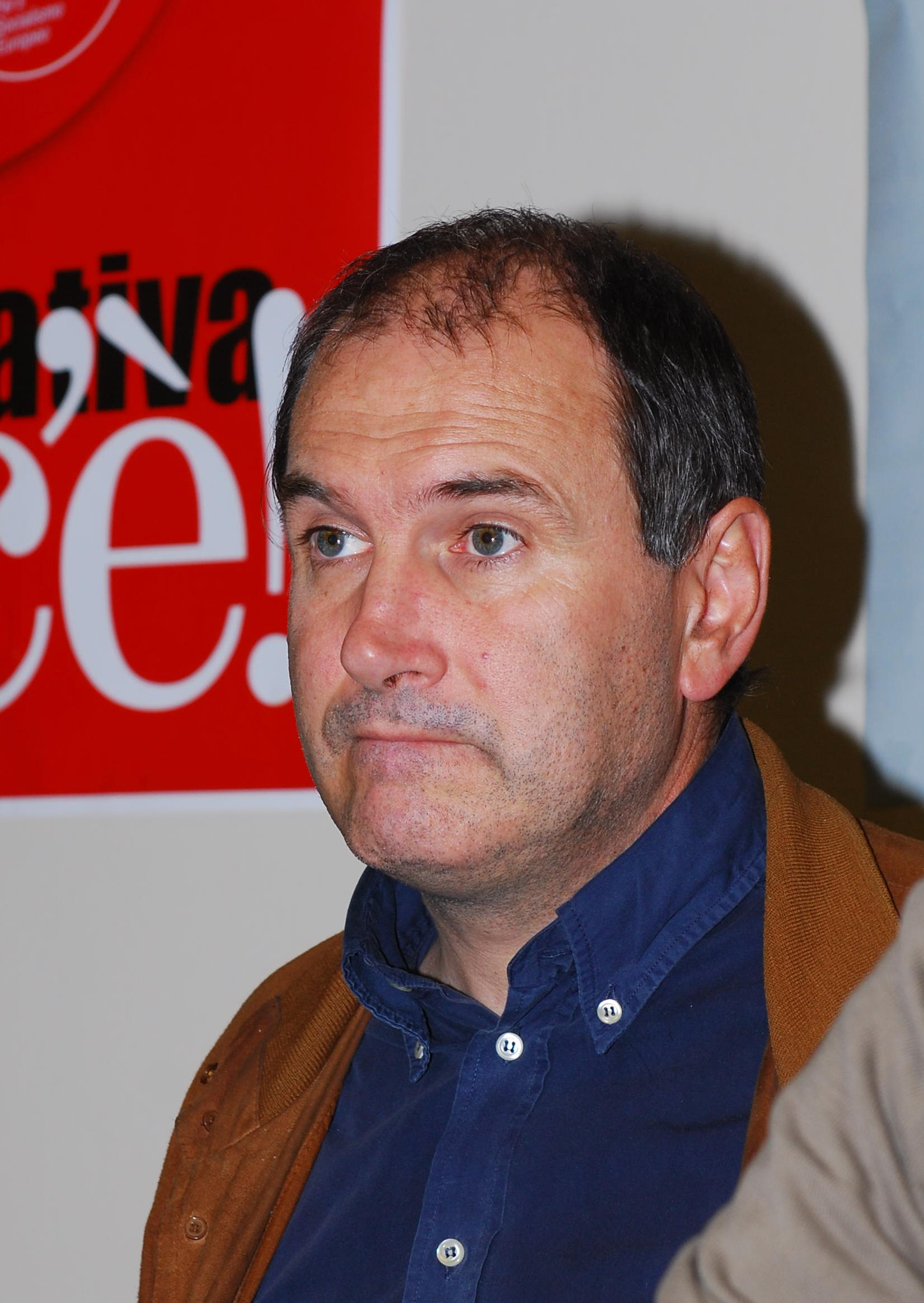
Paolo Ferrero a Trento

Con l'ingresso in Segreteria nazionale di due esponenti della mozione due (Rosa Rinaldi come Responsabile Comunicazione ed Augusto Rocchi come Responsabile Economia) si realizza l'obiettivo di Ferrero - auspicato fin da Chianciano - di una gestione unitaria del Partito, ma si assiste in dissenso con questa scelta all'uscita dall'organismo di Claudio Bellotti, rappresentante di FalceMartello (il quale conserverà però la direzione dell'Area Radicamento Sociale) che ritiene l'allargamento della maggioranza congressuale come il fallimento della "linea di Chianciano".
Tra le principali innovazioni della segreteria Ferrero l'unità con altre forze comuniste, in particolare il PdCI, culminata nella Lista Anticapitalista presentata alle elezioni europee del 2009, e il cosiddetto "Partito Sociale", cioè la realizzazione di attività nuove di radicamento sociale come la distribuzione di pane a prezzo calmierato, la costituzione di "casse di Resistenza" a sostegno di realtà lavorative in lotta o le Brigate di Solidarietà Attiva, gruppi di volontari organizzati dal Prc impegnati nell'aiuto alle popolazioni abruzzesi colpite dal terremoto dell'aprile 2009.
Dal punto di vista politico la segreteria Ferrero intende caratterizzarsi per far vivere insieme "comunismo e Rifondazione", cioè far convivere la tradizione comunista con le innovazioni a questa apportate dal PRC nella sua storia. Il 18 luglio 2009 è tra i protagonisti dell'avvio della Federazione della Sinistra, esperienza che parte dalla Lista Anticapitalista ma che intende allargarsi ad altre forze e darsi una struttura stabile e che vede insieme PRC, PdCI, Socialismo 2000, Associazione 23 marzo "Lavoro-Solidarietà e Rete dei Comunisti (questi ultimi ne usciranno dopo pochi mesi).
La segreteria Ferrero si caratterizza anche per una collaborazione con l'Italia dei Valori, partito col quale il PRC raccoglie le firme per il referendum abrogativo del cosiddetto Lodo Alfano (la legge sarà poi dichiarata incostituzionale dalla Corte), inoltre entrambi i partiti hanno aderito al "No Berlusconi Day" del 5 dicembre 2009.
Il 17 febbraio 2010 viene annunciata la sua candidatura alla Presidenza della Regione Campania per la Federazione della Sinistra in alternativa al candidato del Popolo della Libertà Stefano Caldoro (vincitore della competizione elettorale) e a quello di Partito Democratico e Italia dei Valori Vincenzo De Luca: Ferrero ottiene però solo l'1,35%.
La FdS si ferma invece all'1,58%.
Il 3 maggio 2010 ha ripreso il suo vecchio posto di lavoro presso la Regione Piemonte come impiegato dopo 15 anni di aspettativa.
Riguardo ai rapporti con il Partito Democratico, la linea di Ferrero - e dalla sua nascita quella della Federazione della Sinistra - si esprime nella richiesta di una alleanza di natura elettorale (con pochi punti programmatici condivisi) per sconfiggere le destre e la non partecipazione della Federazione della Sinistra al governo. Allo stesso tempo Ferrero propone al resto della sinistra - in primo luogo a Sinistra Ecologia Libertà - una maggiore unità che valorizzi le idee condivise a scapito dei motivi di divisione tra le varie organizzazioni della sinistra italiana. Con l'avvento del Governo Monti posiziona il Partito in una posizione di netta opposizione a quell'esecutivo.
Il 4 dicembre 2011 il Comitato Politico Nazionale uscito dall'ottavo congresso nazionale lo riconferma Segretario nazionale con 100 voti a favore, 12 contrari e 6 astenuti.
Nel 2013, per le elezioni politiche, Ferrero si è candidato per la Camera nella lista Rivoluzione Civile di Antonio Ingroia. La lista non supera lo sbarramento e Ferrero non è quindi eletto. Dopo la sconfitta, Ferrero rassegna le dimissioni insieme a tutta la segreteria nazionale, ma il Comitato politico nazionale riunitosi il 9 e il 10 marzo successivo le respinge e al IX Congresso nazionale del partito, tenutosi a Perugia il 6, il 7 e l'8 dicembre 2013, viene riconfermato segretario, incarico che manterrà fino al 2 aprile 2017, quando dopo il successivo Congresso del PRC, diventa segretario nazionale Maurizio Acerbo.
Dopo la fine del suo mandato, nel giugno 2017, si candida a sindaco di Angrogna sostenuto dalla lista civica Montagna in Comune, ma ottiene 106 voti (pari al 24,25%) venendo sconfitto dall'avversario Mario Malan.

### Vicepresidente della Sinistra Europea
Durante il 5º congresso del Partito della Sinistra Europea, svoltosi a Berlino dal 16 al 18 dicembre 2016, viene eletto fra i vice del presidente Gregor Gysi. Sarà riconfermato al congresso successivo, svoltosi a Malaga dal 13 al 15 dicembre 2019.

### Le candidature alle elezioni europee del 2019 e alle politiche del 2022
In occasione delle elezioni europee del 2019 è candidato nella circoscrizione Nord-Ovest per La Sinistra, lista nella quale convergono Rifondazione Comunista, Sinistra Italiana, L'Altra Europa con Tsipras, Partito del Sud, Convergenza Socialista ed È Viva. Raccoglie 8.127 preferenze risultando il primo della lista, la quale però non raggiunge lo sbarramento, dunque non è eletto.
Alle elezioni politiche del 2022 è candidato alla Camera nel Lazio per Unione Popolare senza essere eletto a causa del mancato raggiungimento dello sbarramento da parte della lista.

## Opere

### Saggi
- Quel che il futuro dirà di noi. Idee per uscire dal capitalismo in crisi e dalla Seconda Repubblica, Roma, DeriveApprodi, 2010. ISBN 978-88-89969-94-6.
- Pigs! La crisi spiegata a tutti, Roma, DeriveApprodi, 2012. ISBN 978-88-6548-051-9; ISBN 978-88-6548-059-5.
- La truffa del debito pubblico, Roma, DeriveApprodi, 2014. ISBN 978-88-6548-097-7.
- TTIP L'accordo di libero scambio transatlantico. Quando lo conosci lo eviti (con Elena Mazzoni e Monica Di Sisto), Roma, DeriveApprodi, 2016. ISBN 8865481528, 9788865481523.
- Marx. Oltre i luoghi comuni, Roma, DeriveApprodi, 2018.
- 1969: quando gli operai hanno rovesciato il mondo. Sull'attualità dell'autunno caldo, Roma, DeriveApprodi, 2019.

### Prefazioni e curatele
- Intervento in Elisa Cozzarini (a cura di) Viaggio nell'Italia dell'immigrazione. Il racconto del viaggio del Ministro della solidarietà sociale nelle regioni italiane per ascoltare le istituzioni, le associazioni e i migranti, Milano, Vita, 1994; 2007.
- La primavera di Melfi. Cronaca di una lotta operaia, a cura di e con Angela Lombardi; Roma-Milano, Liberazione-Punto Rosso, 2004.
- Raniero Panzieri. Un uomo di frontiera, a cura di, Milano-Roma, Punto Rosso-Carta, 2005. ISBN 88-8351-045-3; 2006. ISBN 88-8351-056-9.
- Immigrazione. Fa più rumore l'albero che cade che la foresta che cresce, intervista di Angela Scarparo, Torino, Claudiana, 2007. ISBN 978-88-7016-709-2.
- Prefazione a Paola Musa, Condominio occidentale, Roma, Salerno, 2008. ISBN 978-88-8402-596-8.
- Prefazione a Sergio Dalmasso (a cura di), Rocco. L'operaio della politica, Torino, 2009.
- Prefazione a Die Linke. Lineamenti di programma, Milano, Punto Rosso, 2010. ISBN 978-88-835-1135-6.
- Prefazione a Paolo Favilli, In direzione ostinata e contraria. Per una storia di Rifondazione comunista, Roma, Derive Approdi, 2011. ISBN 978-88-6548-034-2.